# Józef Paczkowski (historyk)
Józef Paczkowski (ur. 15 marca 1861 w Kawiarach, zm. 25 października 1933 w Poznaniu) – polski historyk, archiwista.

## Życiorys
Był synem właściciela ziemskiego Józefa i Eleonory z Plewkiewiczów, bratem Jana. Uczył się w gimnazjum Marii Magdaleny w Poznaniu, gdzie zdał maturę w 1882. Studia uniwersyteckie historyczne i częściowo prawno-ekonomiczne odbywał w Berlinie i Lipsku (półrocze 1884). Doktorat filozofii uzyskał na uniwersytecie berlińskim w 1889 na podstawie rozprawy Der Grosse Kurfurst und Christian Ludwig von Kalkstein. W latach 1890–1900 był kustoszem w Bibliotece Królewskiej w Berlinie. W 1907 otrzymał godność radcy, a w 1917 tajnego radcy archiwalnego. W latach 1908–1919 prowadził wykłady i seminaria z historii Polski na Uniwersytecie Berlińskim. Od 1916 profesor Uniwersytetu Warszawskiego. W latach 1919−1926 naczelny dyrektor Wydziału Archiwów Państwowych w Ministerstwie Wyznań Religijnych i Oświecenia Publicznego. Jednocześnie w latach 1919−1925 dyrektor Archiwum Państwowego w Poznaniu (faktycznie kierownictwo placówki poznańskiej sprawował Kazimierz Kaczmarczyk). Od 1919 profesor Uniwersytetu Poznańskiego − do 1926 formalnie urlopowany z powodu równoległej pracy w ministerstwie. Twórca Katedry Historii Wschodu Europy i jej kierownik od 1920 (nominalnie), w 1926 przeszedł na emeryturę, podjął na UAM wykłady i seminaria z zakresu archiwistyki i historii polityki wielkich mocarstw w XIX i XX w. Zmarł 25 października 1933 w Poznaniu. Został pochowany na dawnym cmentarzu Świętomarcińskim; podczas II wojny światowej jego grób przeniesiono na cmentarz w Luboniu.

## Ordery i odznaczenia
- Krzyż Komandorski Orderu Odrodzenia Polski (10 listopada 1927)[4]